# Īvaj
Īvaj (persiska: ایوج) är en ort i Iran.   Den ligger i provinsen Lorestan, i den centrala delen av landet, 300 km sydväst om huvudstaden Teheran. Īvaj ligger 2 147 meter över havet och antalet invånare är 309.
Terrängen runt Īvaj är huvudsakligen kuperad, men åt nordost är den bergig. Runt Īvaj är det glesbefolkat, med 14 invånare per kvadratkilometer. Närmaste större samhälle är Cheshmeh Par, 17,4 km nordväst om Īvaj. Trakten runt Īvaj består i huvudsak av gräsmarker.